# Economia de Salvador
A economia de Salvador é a mais desenvolvida do estado da Bahia, além de ser a capital do estado e núcleo da região metropolitana homônima. Centro econômico do estado, Salvador é também cidade portuária, centro administrativo e turístico. Em 2018, tinha o segundo maior produto interno bruto (PIB) dentre os municípios nordestinos. Ademais, é sede de importantes empresas regionais, nacionais e internacionais, a exemplo da Organização Odebrecht (atual Novonor), Braskem, Coelba, Suzano.
Segundo um estudo coordenado pelo professor Moisés Balassiano, da Fundação Getulio Vargas do Rio de Janeiro (FGV-RJ), Salvador aparece como a 11.ª melhor cidade para desenvolver carreiras no país.

## História
Ao longo da história brasileira, Salvador tem desempenhado um papel importante, uma vez que durante a era colonial Salvador foi a maior cidade e a mais importante da colônia. Devido à sua localização na costa nordeste do Brasil, a cidade serviu como um elo importante no Império Português, mantendo estreito laços comerciais com Portugal e as colónias portuguesas na África e na Ásia. [carece de fontes?] Salvador permaneceu como cidade de destaque no Brasil até 1763, quando foi substituída como a capital nacional para a cidade do Rio de Janeiro. Nos últimos dez anos, vários escritórios em arranha-céus e muitos prédios foram construídos, compartilhando os mesmos blocos de edifícios habitacionais ou comerciais do período da era colonial. com as suas praias, um clima tropical úmido e numerosos centros de compras como Lojas, Shoppings, etc. (o Shopping Iguatemi foi o primeiro shopping no Nordeste do Brasil e o primeiro da alta classe em áreas residenciais), a cidade tem muito a oferecer aos seus moradores. Economicamente, Salvador é uma das cidades mais importantes do Brasil. Desde a sua fundação a cidade tem sido um dos portos mais importantes do Brasil e sendo também centro de comércio internacionais. Gozando de uma grande refinaria de petróleo, uma usina petroquímica e outras indústrias importantes, a cidade tem feito grandes progressos na redução da sua dependência histórica da agricultura para a sua prosperidade.
Durante a década de 1960, o processo de industrialização no estado atraiu a população do interior baiano e intensificou a formação das periferias na capital. Soma-se ainda a venda de terras públicas municipais em 1968 para encarecer os terrenos do centro e da orla atlântica e empurrar os mais pobres para regiões mais distantes ou enclaves em volta do centro comercial. A partir da década de 1970 as atividades econômicas de comércio varejista passaram a agrupar-se em centros comerciais (shopping centers). Assim, empreendimentos do tipo surgiram na cidade e para lá se deslocaram lojas de vestuário e departamento bem como restaurantes.

## Produto interno bruto
Seu produto interno bruto (PIB) em 2008 foi de 29.668.000.000,00 reais, perfazendo um total de 24,4% do PIB estadual.
De acordo com o Instituto Brasileiro de Geografia e Estatística (IBGE), o produto interno bruto (PIB) de Salvador vem crescendo, chegando a atingir 22 145 303 000,00 reais em 2005, assim como o PIB per capita, que chegou a R$ 8 283,00 também em 2005. Ainda neste ano, o PIB da cidade correspondia a 1,03% das riquezas produzidas no país e era a nona cidade mais rica do Brasil. Em 2003, de acordo com a contagem do IBGE na época, Salvador possuía o 19º maior PIB entre os municípios brasileiros e o segundo entre os baianos, atrás apenas de Camaçari. Nesse ano, o PIB de Salvador era de R$ 11 967 563 000,00, o que correspondia a 0,77% do PIB do Brasil daquele ano. Abaixo, a evolução do PIB e PIB per capta na cidade:
| Economia | PIB (R$)   | PIB per capita (R$) |
| -------- | ---------- | ------------------- |
| 2003     | 16.776.740 |                     |
| 2004     | 19.831.196 |                     |
| 2005     | 22.532.509 |                     |
| 2006     | 24.139.423 |                     |
| 2010     | 36.744.670 | 13.728,08           |

## Setores e composição econômica
A economia soteropolitana está distribuída da seguinte forma:
| Agropecuária | 0,06 %  |
| Indústria    | 20,99 % |
| Serviços     | 78,94 % |

### Comércio

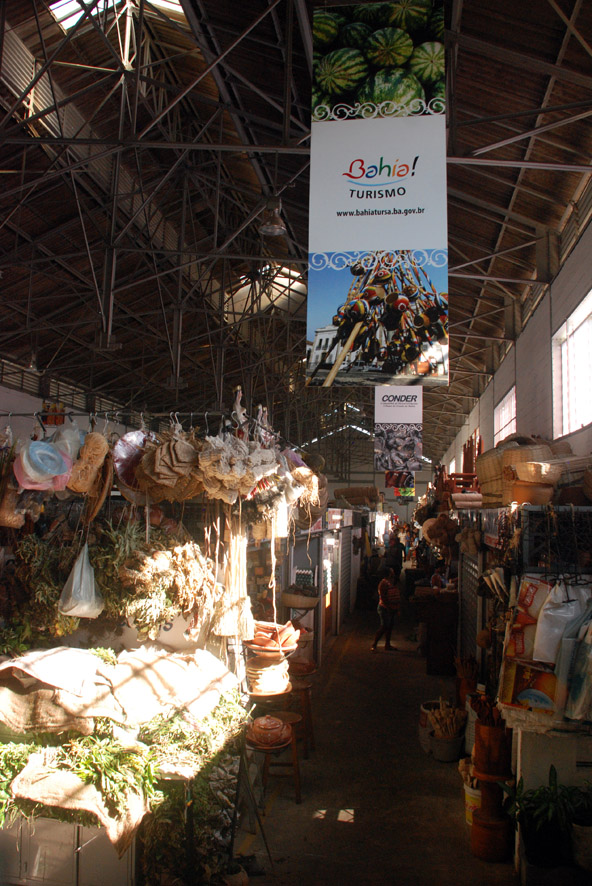
Interior da Feira de São Joaquim.

No comércio, a cidade se destaca por grandes centros comerciais como o Shopping da bahia, o Salvador Shopping, e o mais recente Shopping Bela Vista, que trouxe lojas exclusivas como Daslu, e uma sala inédita de cinema com tecnologia 4DX, da rede "Cinépolis".
A Prefeitura mantém mercados para comércio popular. No entanto, eles carecem de melhorias na infraestrutura. São oito mercados municipais em funcionamento na cidade, e somente o Mercado do Bonfim não possuía problemas infraestruturais, em 2014. Os outros sete são: Mercado do Peixe ou Mercado do Rio Vermelho (no Largo da Mariquita), o Núcleo de Abastecimento, Comercio e Serviços de Itapuã (Nacs) ou Feira de Itapuã (na Avenida Dorival Caymmi), o Mercado Dois de Julho, o Mercado das Flores, Feira do Curtume, Mercado de São Miguel (na Baixa dos Sapateiros) e Mercado Popular (em Água de Meninos). Há ainda o Mercado Municipal de Itapuã, que foi demolido em maio de 2013 para ser reconstruído. O governo municipal ainda planeja construir outros quatro (Cajazeiras, Periperi, Liberdade e na Baixa do Fiscal), além de estudar a possibilidade de mais dois (Jardim Cruzeiro e de São Cristóvão).
Na cidade, vale citar outros centros de compras como o Mercado Modelo, a Feira de São Joaquim e os mercados do governo estadual mantidos pela Empresa Baiana de Alimentos (Mercado do Ogunjá, Mercado de Paripe, Ceasinha do Rio Vermelho e Mercado da Sete Portas).

### Construção civil
A cidade é sede mundial da Organização Odebrecht (atual Novonor) que, em 2008, se tornou o maior conglomerado de construção civil e petroquímica da América Latina.
Em agosto de 2010, segundo o sítio eletrônico especializado em pesquisa de dados sobre edificações, Emporis Buildings, Salvador está entre as cem cidades do mundo com mais prédios, mais precisamente está em 72º lugar. Na América do Sul, sobe para a oitava colocação. Em relação às cidades brasileiras, fica atrás apenas de São Paulo, Rio de Janeiro, Recife e Fortaleza. Totaliza 546 edificações construídas de todos os tipos, dentre os quais está a Mansão Margarida Costa Pinto, o sexto arranha-céu mais alto do país, com 154 metros.

### Indústria
Encontram-se ainda alguns distritos industriais urbanos. Como exemplo há o Parque Empresarial Moradas da Lagoa, localizado no Subúrbio Ferroviário de Salvador. Em 2015, ele abriga 14 empresas de pequeno e médio porte das áreas de móveis, confecções, madeira, alimentos, papel, materiais elétricos, blocos de espuma e equipamentos de som. Funciona em formato de condomínio, sob a administração da Superintendência de Desenvolvimento Industrial e Comercial (SUDIC), autarquia da Secretaria da Indústria, Comércio e Mineração do Estado da Bahia (SICM).

### Turismo

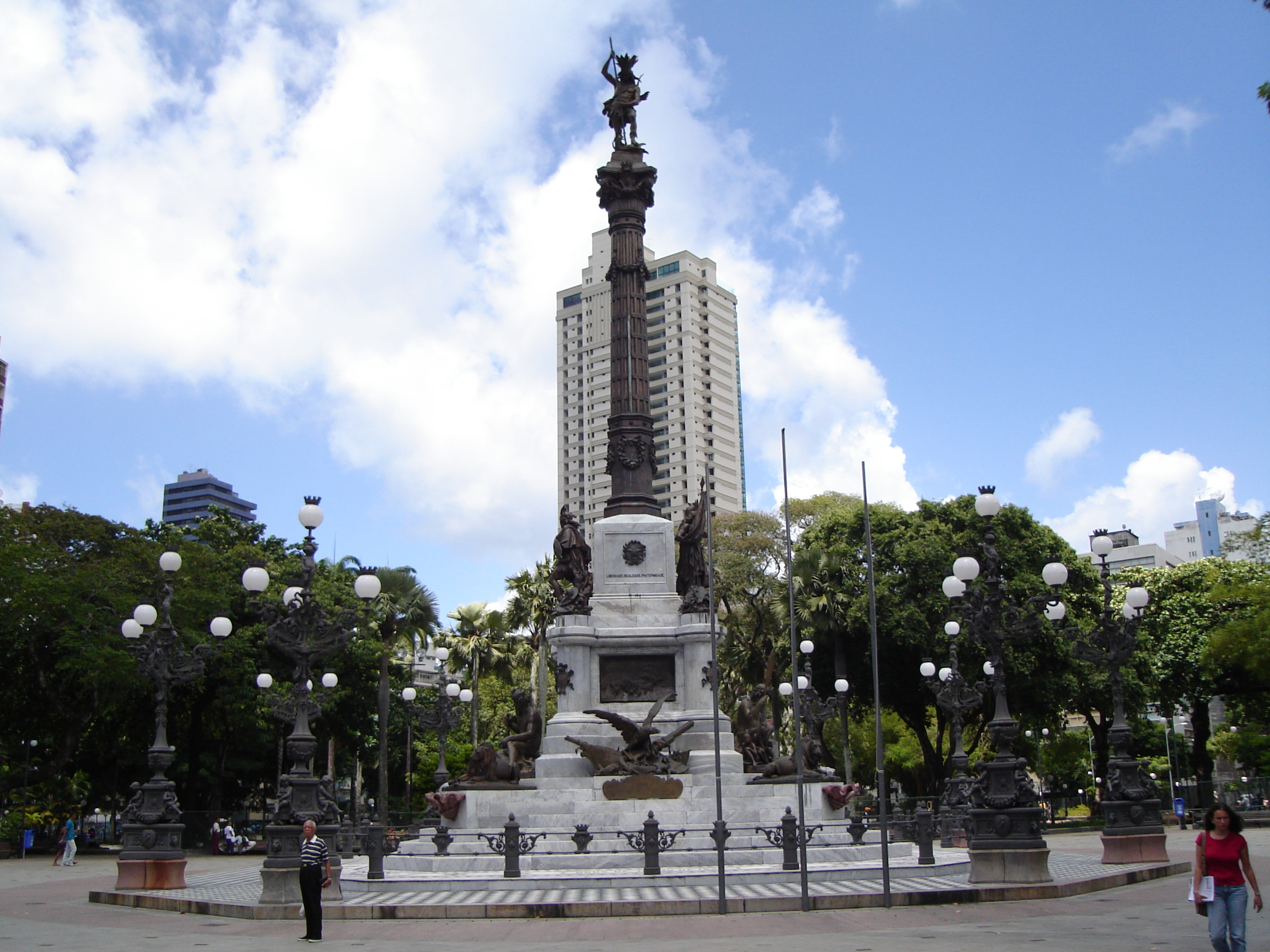
Praça Campo Grande, Salvador.

Salvador é o segundo ponto mais popular em destino de turismo no Brasil, depois de Rio de Janeiro. A atividade turística e cultural são importantes geradores de emprego e renda, impulsionando as artes e a preservação do património artístico e cultural. Entre os principais pontos de interesse turísticos na cidade são o famoso Pelourinho (nomeado após os coloniais que uma vez ali estavam), as suas igrejas históricas, e suas praias. O interesse pela cidade se dá pela beleza do conjunto arquitetônico e da cultura local (música, culinária e religião).
A infraestrutura turística de Salvador é considerado um dos mais modernos no mundo, especialmente em termos de alojamento. A cidade oferece acomodação para todos os gostos e padrões, desde albergues a hotéis internacionais. A construção civil é uma das atividades mais importantes da cidade, e muitas empresas internacionais (principalmente da Espanha, Portugal e Inglaterra) e nacionais estão investindo na cidade e na zona litorânea baiana.
O turismo cultural é a principal atividade econômica da capital baiana, tendo sido incrementado a partir da década de 1980.
O turista que escolhe Salvador pode ir à praia pela manhã, fazer um passeio ao Centro Histórico à tarde, jantar em um dos bons restaurantes da cidade e ir dançar nos ensaios dos blocos de carnaval ou ao som de outros estilos musicais. Outras opções de lazer são os teatros, como o Castro Alves, o Jorge Amado e o Vila Velha. Ainda se pode ir ao Farol da Barra ver o pôr do sol na Baía de Todos-os-Santos.
O Mercado Modelo é o ponto escolhido por muitos turistas para comprar lembranças da Bahia, dentre elas rendas, berimbaus e todo tipo de artesanato produzido no estado. No porão - que atualmente é aberto a visitação - ficavam os escravos vindos da África enquanto aguardavam serem leiloados. O porão é repleto de placas de concreto com cerca de 30 centímetros de altura do chão, para que o turista possa ali passear mesmo quando a maré está cheia, pois é comum o porão encher-se de água do mar neste momento. Os arcos com os tijolos a mostra - e que servem de estrutura para o Mercado Modelo - fazem belas composições quando refletidos no espelho d'água. Idiossincrasia de um tempo moderno.

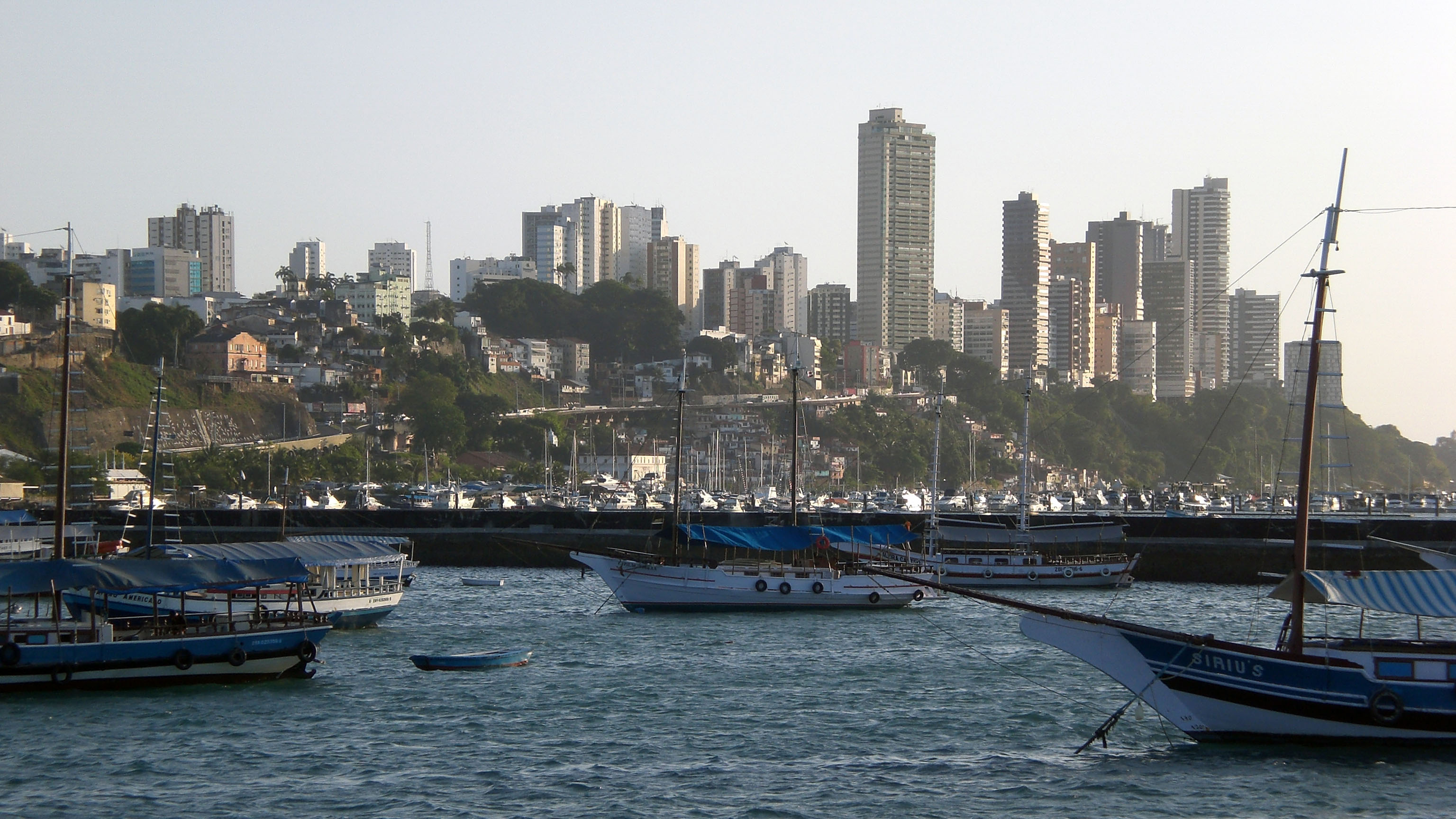
Vista do bairro da Vitória.

Outro grande atrativo da cidade é o Carnaval, considerado a maior festa popular do mundo (o Guinness Book, em 2004, registrou o carnaval de Salvador como sendo o maior do mundo). Existem três formas de aproveitar o carnaval baiano, uma é associar-se a um dos blocos carnavalescos que são puxados por trios elétricos e isolados da multidão por uma corda. Muitos argumentam que isto termina por privatizar o espaço público, e de que essa forma de aproveitar o carnaval só é acessível àqueles com alto poder aquisitivo, pois para adquirir um abadá é preciso desembolsar, em média, oitocentos reais. A segunda forma é ficar nos camarotes que estão distribuídos por todo o percurso da folia. Essa forma de pular carnaval só é acessível para quem tem ainda mais dinheiro, preferindo assistir a festa do alto, em confortáveis espaços onde os pagantes podem dispor de boates, serviços médicos, banquetes de frutas e comidas típicas, além de outras amenidades.

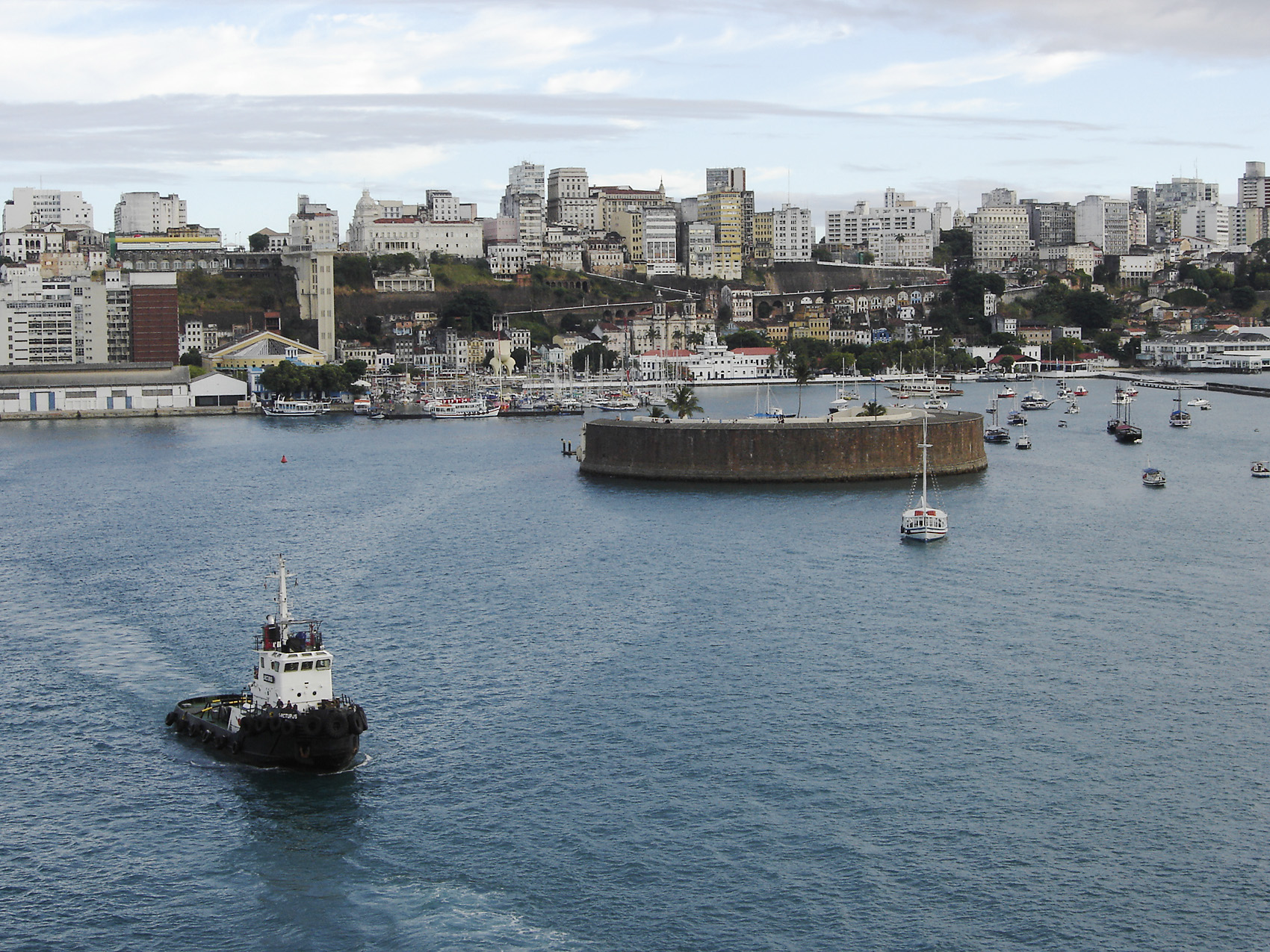
O centro da cidade visto do mar

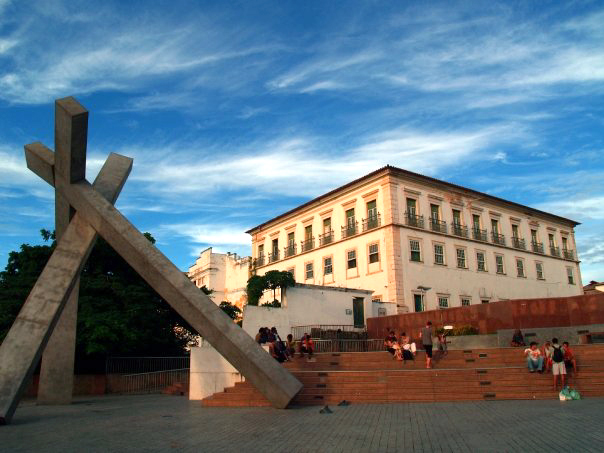
Monumento "Cruz Caída" na Sé de Salvador, ao fundo o Palácio do Arcebispado de Salvador.

A prefeitura, no entanto, tem realizado um trabalho de inclusão da população de baixa renda nos circuitos da folia, montando arquibancadas para esse público, que tem acesso gratuito às mesmas. A terceira, é aproveitar a festa na conhecida "pipoca", que são os foliões de rua que acompanham os trios elétricos do lado de fora das cordas de isolamento, protegidas pelos cordeiros. Estas áreas de isolamento, apropriadas por empresas privadas, tomam conta de praticamente todo o espaço público. Apesar de a festa atrair milhares de turistas nacionais e estrangeiros, muitos soteropolitanos optam por sair da cidade nesse período, preferindo a tranquilidade do litoral e das ilhas da baía de Todos-os-Santos à agitação do carnaval.
O povo é alegre, criativo, musical e herdeiro de um rico folclore e de relevantes manifestações culturais. A cidade é reconhecida pela originalidade de manifestações musicais, culinárias, religiosas e lutas marciais, além de ser berço de grandes nomes nas diversas áreas artísticas, com profundo destaque nacional e internacional.
Os ritmos musicais mais comuns da região são o axé, o pagode, o forró, o arrocha e o samba. Mas há também um forte movimento de MPB e rock acontecendo na Bahia, que vem atraindo a atenção dos produtores musicais brasileiros.
A cidade é berço de grandes artistas, e é cantada em prosa e verso por muitos cantores brasileiros e estrangeiros.

#### Pontos turísticos

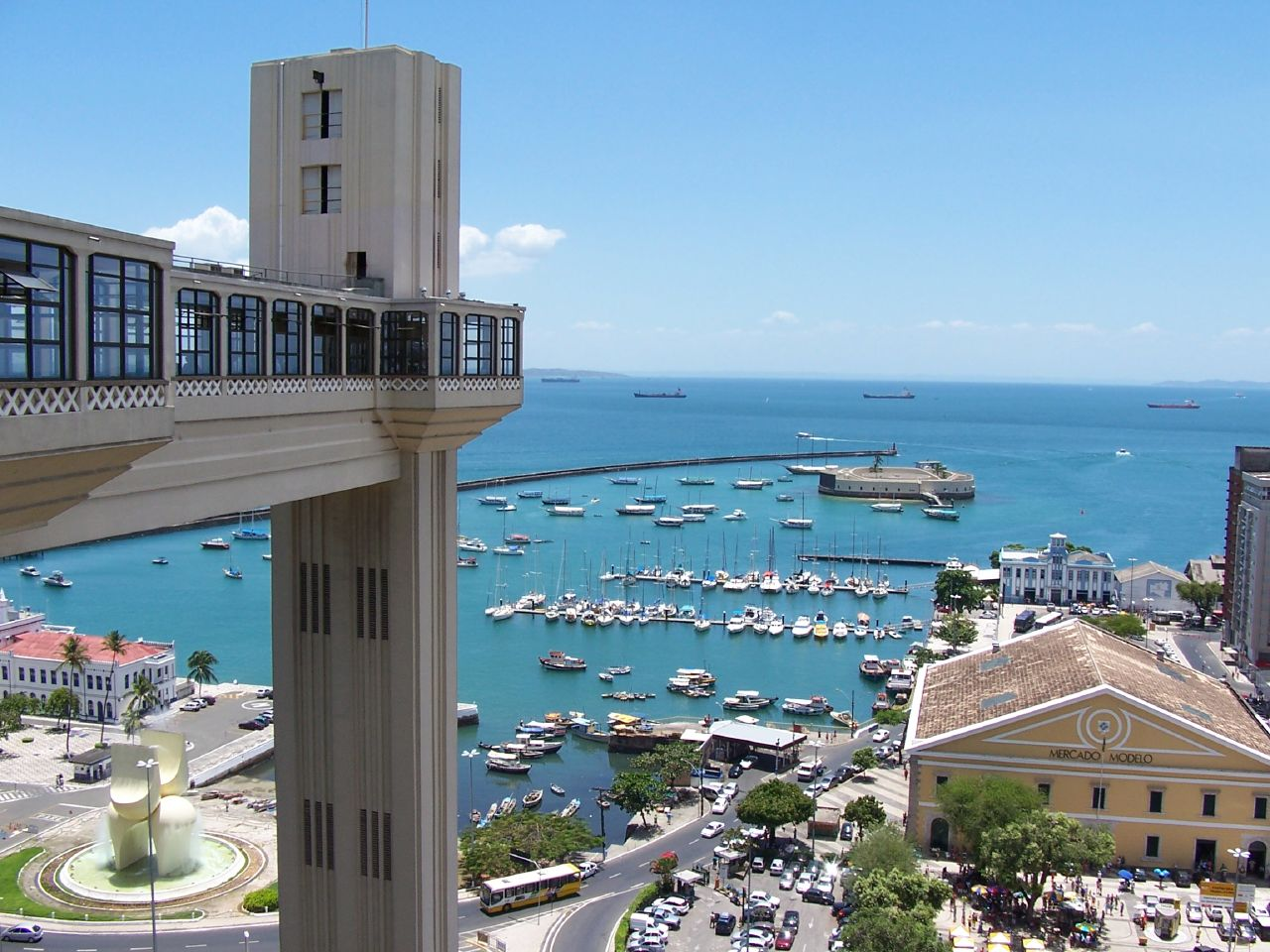
O Elevador Lacerda, o Mercado Modelo, a Marina e o Forte de São Marcelo vistos da Cidade Alta.

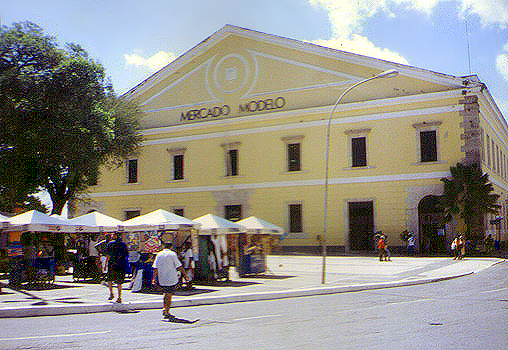
O Mercado Modelo localizado na praça Cayru visto de cima.

Os pontos turísticos mais conhecidos estão concentrados em áreas específicas da cidade, como a Vitória, o Centro e o Centro Histórico na Cidade Alta e o Comércio e o Bonfim na Cidade Baixa. Porém, as atrações turísticas podem ser especificadas são:[carece de fontes?]
- Mercado Modelo: uma das zonas comerciais mais antigas e tradicionais de Salvador, abriga duzentas e sessenta e três lojas que oferecem grande variedade de artesanato, presentes e lembranças da Bahia.
- Elevador Lacerda: um dos principais pontos turísticos e cartão-postal da cidade, liga a Cidade Baixa à Cidade Alta.
- Pelourinho. Um dos pontos turísticos mais visitados de Salvador.
- Igreja de Nosso Senhor do Bonfim: construída em estilo neoclássico com fachada em rococó.
- Farol da Barra: localiza-se na antiga ponta do Padrão, no litoral da capital baiana.
- Parque Metropolitano do Abaeté: mantido sobre proteção ambiental, conta com uma das lagoas mais famosas do Brasil: a lagoa do Abaeté.
- Ponta de Humaitá: localizada em um dos locais mais visitados da Cidade Baixa, conta com belezas naturais.
- Farol de Itapuã: construído no século XIX, fica encravado entre pedras, na praia de Itapuã.
- Alto da Ondina: onde se encontra o Jardim Zoológico.
- Marina da Penha.
- Jardim dos Namorados: situa-se junto ao Parque Costa Azul e ocupa uma área de 15 hectares na Pituba. Está presente no local um anfiteatro com capacidade para 500 pessoas.
- Parque Costa Azul: ocupa uma área de aproximadamente 55.000 metros quadrados e está localizado no bairro que leva o mesmo nome. É uma áera de lazer muito apreciada pelos moradores.
- Parque da Cidade: é uma área importante de preservação da Mata Atlântica. Foi completamente renovada em 2001, tornando-se um moderno local social, cultural e de lazer. O Parque tem uma infra-estrutura para crianças, com uma programação especial de eventos realizados em Outubro.

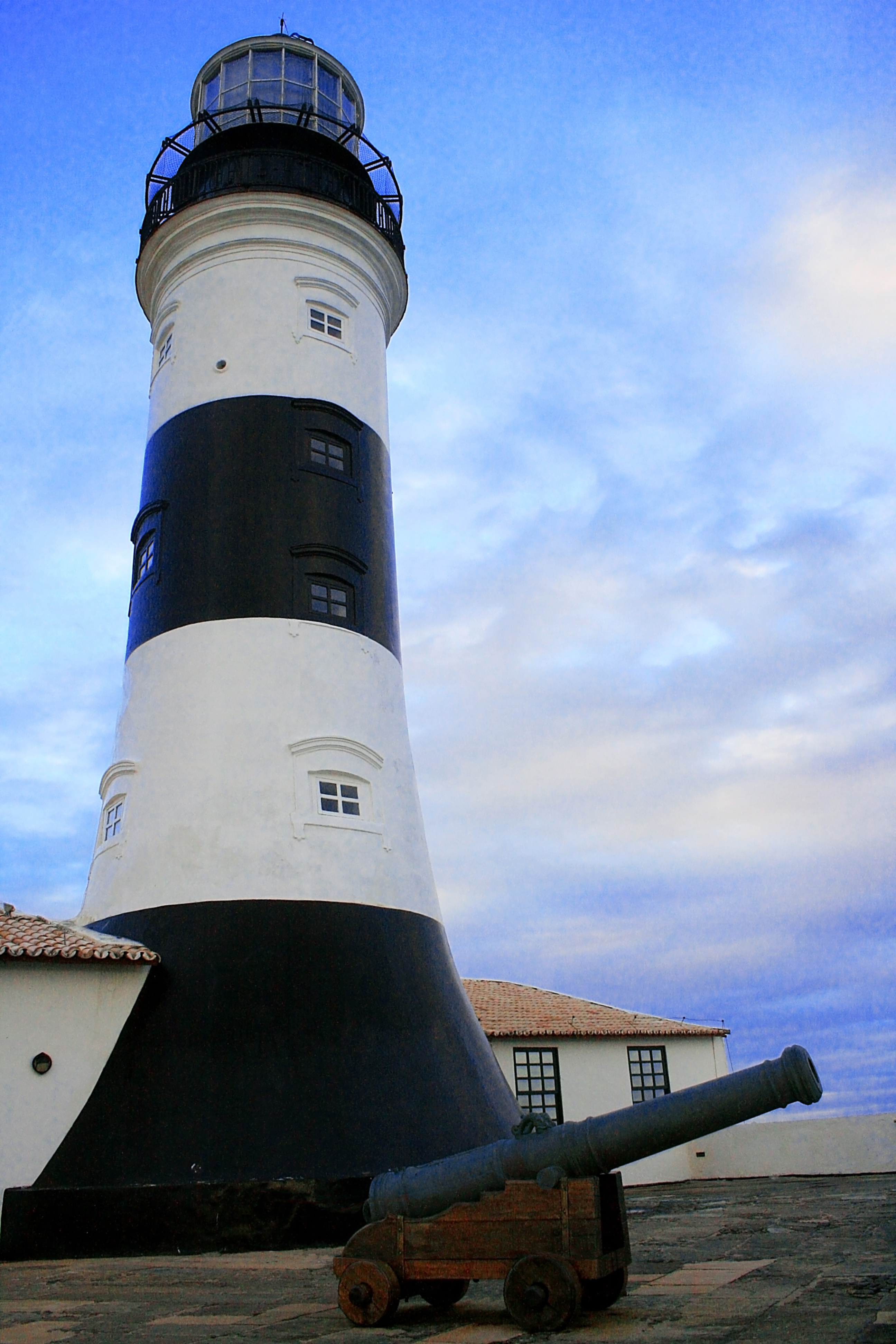
Farol da Barra.

- Solar do Unhão: um engenho, construído no século XVII, abriga atualmente o Museu de Arte Moderna da Bahia.
- Dique do Tororó: lagoa artificial, localizada no bairro do Tororó.

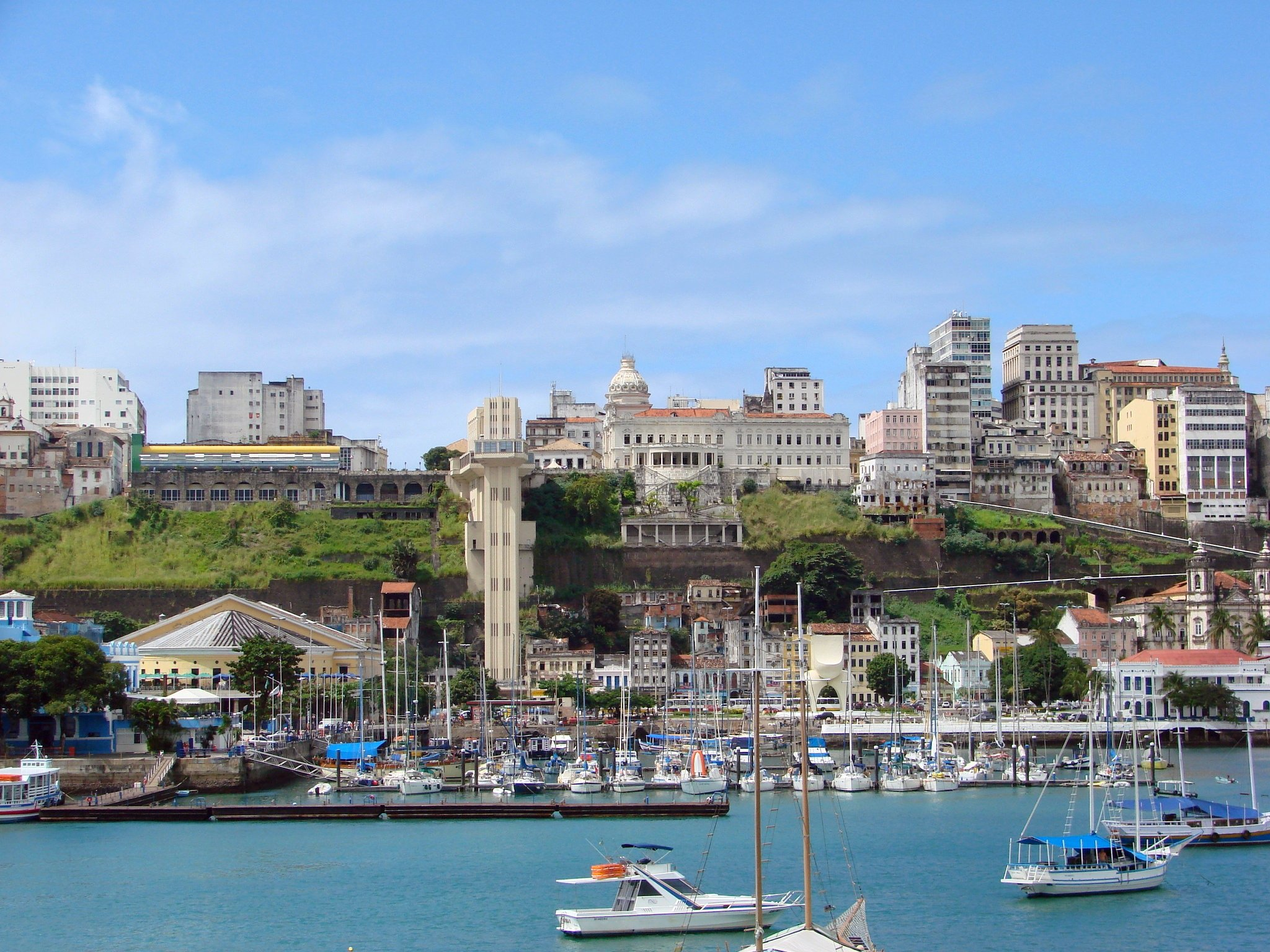
Marina da cidade

- Parque Metropolitano de Pituaçu: ocupa uma área de 450 hectares e é um dos poucos parques ecológicos brasileiros localizados em uma área urbana. Está rodeado por Mata Atlântica, com uma boa variedade de plantas e animais.
- Forte de São Marcelo: erguido sobre um pequeno banco de arrecifes a cerca de 300 metros da costa, destaca-se por se encontrar dentro das águas.
- Parque São Bartolomeu: área de proteção ambiental, conta com uma extensa reserva de Mata Atlântica.
- Jardim Botânico.
- Feira de São Joaquim. A maior feira livre de Salvador. É um local de compras, onde se pode achar de tudo, desde objetos de artesanato à utensílios domésticos.
- Fonte Nova: principal estádio de futebol da cidade que foi demolido para dar lugar a uma Nova Arena.

#### Salvador Bus
Salvador Bus, ou Salvador Bahia Bus, é um serviço de ônibus turístico pela cidade (city tour) em veículos panorâmicos, cujo percurso abrange os principais pontos turísticos de Salvador, na Bahia.
Em 2007, os empresários baianos Jorge Bomfim e Gilson Benzota implantaram o serviço turístico inspirado na versão londrina. Foi o primeiro veículo de dois andares com o conceito de passeios regulares turísticos (regular sightseeing) a circular no Brasil.
A frota é composta por seis veículos com capacidade para 67 passageiros e equipados com sistema de posicionamento global (GPS), bem como guias-condutores descrevendo os pontos turísticos e sistema de sonorização multilíngue (português, inglês, espanhol e francês).

### Serviços portuários
O Porto de Salvador é um porto brasileiro localizado na cidade de Salvador, capital do estado da Bahia. Ele é conectado ao centro da cidade de Salvador pelo centro histórico. O porto está localizado na região da Cidade Baixa. Encontra-se na ponta de uma península que separa a baía de Todos os Santos do Oceano Atlântico.
O porto pertence à União, e o Governo Federal é responsável por sua administração por meio da Companhia das Docas do Estado da Bahia (CODEBA). A CODEBA foi instituída para gerenciar e distribuir as cargas em todo o estado da Bahia. Para garantir operações eficazes, a empresa viabilizou uma moderna infraestrutura e suporte tecnológico para o Porto de Salvador, o que inclui um novo terminal de passageiros, além de outras intervenções que visam melhorar não só a infraestrutura do porto mas também a recepção turística. Já o embarque e desembarque de cargas é operado, desde 2000, pela Tecon Salvador.